# مايكل جيبسون
مايكل جيبسون (بالإنجليزية: Michael Jibson)‏ هو ممثل بريطاني، ولد في 16 ديسمبر 1980 في المملكة المتحدة.

## أعمال

### أفلام
- (2014) أشخاص طيبون[2]
- (2017) الجميلة والوحش[3][4]

## وصلات خارجية
- مايكل جيبسون على موقع IMDb (الإنجليزية)
- مايكل جيبسون على موقع قاعدة بيانات الفيلم (الإنجليزية)